# Péninsule tingitane
La péninsule tingitane, ou péninsule de Tanger, est une péninsule située dans le Nord du Maroc, État d'Afrique du Nord. Elle est nommée d'après la ville marocaine de Tanger (Tingis en latin), par analogie à la Maurétanie tingitane, province de l'Empire romain. Elle est baignée à l'ouest par l'océan Atlantique, au nord par le détroit de Gibraltar (dont la baie de Tanger) et à l'est par la mer d'Alboran, partie la plus occidentale de la mer Méditerranée,.
Au niveau administratif, la péninsule est partagée entre Tanger-Tétouan-Al Hoceïma, région du Maroc, et Ceuta, ville autonome d'Espagne. Elle fait face au nord à la partie méridionale de la province de Cadix, dans la communauté autonome d'Andalousie, à Gibraltar, territoire britannique d'outre-mer, et à l'îlot Persil, plaza de soberanía au statut contesté. Elle accueille également le point géographique le plus au nord du Maroc, la pointe Leona,.
Pour l'Organisation hydrographique internationale (OHI), à travers sa publication Limits of Oceans and Seas (3e édition, 1953), le cap Spartel et la Punta Almina, tous deux situés au nord de la péninsule, constitue deux des points de repère méridionaux servant de limite géographique entre l'océan Atlantique, le détroit de Gibraltar et la mer d'Alboran.